# Vlaamse Audiovisuele Regie
De Vlaamse Audiovisuele Regie, kortweg VAR, is een Vlaams mediabedrijf dat zich bezighoudt met reclamewerving op de Vlaamse openbare omroep.
Het bedrijf werd in 1990 opgericht door de VRT en mediagroep Corelio. In 2010 werd de VRT de enige eigenaar van de VAR nadat Corelio zich terugtrok om alle schijn van belangenvermenging te vermijden.

## Taken
De VAR biedt reclameruimte aan bij de content van de openbare omroep, zowel op de VRT-radiozenders, de VRT-televisiezenders als de digitale media van de VRT. Voor die laatste is de VAR aandeelhouder van Pebble Media, dat het beheer van de VRT-websites en -apps verzorgt. Daarnaast levert de VAR ook audio- en videoreclameruimte op Spotify Belgium.  Ook voor boodschappen van algemeen nut en algemeen media-advies kan men bij de VAR terecht.